# Trenor W. Park
Trenor W. Park (8 décembre 1823 - 13 décembre 1882) était un homme d'affaires du XIXe siècle qui a fait fortune lors du développement économique de l'Utah et de la Californie.

## Biographie
Né à Woodford, dans le Vermont, Trenor W. Park fonde à 15 ans un commerce de bonbons puis fait des études de droit et devient avocat. En 1851, lorsque son beau-père Hiland Hall est nommé président de la commission immobilière de Californie, il se fait embaucher par lui et amasse une fortune immobilière qui lui permet de commander en 1864-65 la construction du "Park-McCullough", immense demeure victorienne de la Nouvelle-Angleterre. Entre-temps, il est devenu l'un des avocats les plus célèbres de San Francisco et en 1855 le soutien de "James King of William", qui créé le journal San Francisco Bulletin mais meurt dans un assassinat suivi de troubles. Sa fortune est réduite en 1858 par un krach immobilier à San Francisco, qui découle de la panique de 1857, et il rate d'un cheveu l'élection au Sénat des États-Unis.
Trenor W. Park repart ensuite pour le Vermont puis revient dans l'Ouest, où il gère les affaires du général John Charles Frémont, le premier candidat au poste de Président des États-Unis de l'histoire du Parti républicain, qui était alors gouverneur de l'Arizona. Il s'occupe en particulier de sa participation dans une mine très convoitée à Mariposa (Californie). Découverte en août 1849 sur l'immense ranch acheté par Frémont, elle est envahie par des centaines de chercheurs d'or. Frémont s'y installe en 1851 mais se retrouve englué dans les conflits juridiques nombreux. Trenor W. Park' assume sa défense.
En 1871, Trenor W. Park est l'instigateur, avec son ami le sénateur William Morris Stewart, de l'affaire de l'Emma Silver Mine, une spéculation sur les cours d'une mine d'argent de l'Utah, dont les actions ont été placées auprès d'investisseurs anglais. C'est lui qui a l'idée de nommer l'ambassadeur américain à Londres, le prestigieux général Robert Cumming Schenck, parmi les administrateurs de la mine, en lui offrant des actions en échange de l'usage de son nom, ce qui déclenche un scandale. Ses talents de juriste lui permettent d'être blanchi lors du procès intenté par les actionnaires, en 1876. Son ami William Morris Stewart l'avait entraîné en 1873 dans une autre affaire mêlant investissements immobiliers et miniers, le développement de la ville-champignon de Panamint City (Californie), qui se termine par deux suicides et l'abandon partiel du site. 
Trenor W. Park assumait encore, à près de 60 ans, la présidence du conseil d'administration du chemin de fer à Panama lors de son décès en 1882.